# Carcelia normula
Carcelia normula là một loài ruồi trong họ Tachinidae.